# ジャヒーム
ジャヒーム（Jaheim, 1978年5月26日 - ）は、アメリカ合衆国のR&Bシンガーである。ニュージャージー州出身で、本名はジャヒーム・ホーグランド。ニューヨークのセント・ジョンズ大学卒業。

## 人物
2001年にアルバム『Ghetto Love』でデビューを飾り、全米アルバムチャートにて初登場9位を記録。その後もロングランヒットを続け、最終的に全米で100万枚以上を売り上げ、プラチナム・ディスクを獲得した。その後、2002年発表の2ndアルバム『Still Ghetto』でも同じくプラチナムを獲得するなどヒットを連発。2004年には、ネリーと共演した「マイ・プレイス」がUSのBillboard Hot 100、Hot R&B/Hip-Hop Songsで第4位となった。そして、2006年に発表した3rdアルバム『Ghetto Classics』と2007年に発表した4thアルバム『The Makings of a Man』は、いずれもゴールドディスクを獲得している。

## ディスコグラフィ

### アルバム
| 2001                                      | Ghetto Love          | - 発売日: 2001年3月13日 - レーベル: Divine Mill, Warner Bros. - 全米売上: 100万枚  | 9  | 50 | - US: プラチナ - UK: シルバー |
| 2002                                      | Still Ghetto         | - 発売日: 2002年11月5日 - レーベル: Divine Mill, Warner Bros. - 全米売上: 11.1万枚 | 8  | —  | - US: プラチナ                |
| 2006                                      | Ghetto Classics      | - 発売日: 2006年2月14日 - レーベル: Divine Mill, Warner Bros. - 全米売上: 15.3万枚 | 1  | —  | - US: ゴールド                |
| 2007                                      | The Makings of a Man | - 発売日: 2007年12月18日 - レーベル: Divine Mill, Atlantic - 全米売上: 50万枚      | 11 | —  | - US: ゴールド                |
| 2010                                      | Another Round        | - 発売日: 2010年2月9日 - レーベル: Atlantic - 全米売上: 34万枚                     | 3  | —  | - US: ゴールド                |
| 2013                                      | Appreciation Day     | - 発売日: 2013年9月3日 - レーベル: Atlantic - 全米売上: 17.5万枚                   | 6  | —  |                               |
| 2016                                      | Struggle Love        | - 発売日: 2016年3月18日 - レーベル: BMG                                            | 24 | —  |                               |
| "—"は未発売またはチャート圏外を意味する。 |                      |                                                                                    |    |    |                               |